# Anthonomus signatus
Anthonomus signatus is een keversoort uit de familie van de snuitkevers (Curculionidae). De wetenschappelijke naam van de soort is voor het eerst geldig gepubliceerd in 1843 door Thomas Say.

## Leefwijze
De soort overwintert in diapauze als imago. De overwintering vindt meestal plaats rond de stengel van de waardplant of in de strooisellaag. Het vrouwtje legt de eitjes met een doorsnede van ongeveer 0,5 mm na overwintering in de bloemknoppen van de waardplant en ringt het takje waaraan de bloemknop zit, zodat deze knakt en later vaak van de waardplant valt. Elk volwassen vrouwtje kan tot 75 eitjes leggen per broedseizoen. Het volwassen dier zelf eet van het blad en ook de knoppen alsmede het stuifmeel van de waardplanten. Eitjes komen na 6 tot 14 dagen uit. De larve van 2 tot 3 millimeter lang leeft 3 tot 4 weken in de bloemknop, het popstadium daarna duurt 5 tot 8 dagen. Als de pop uitkomt vreet het verse imago (volwassen dier) nog van de bloemen en gaat enkele weken later in diapauze. De kever is ongeveer 2,5 millimeter groot en heeft een koperkleurige rug met witte gegolfde lijnen die donkere vlekken aan de randen accentueren.

## Verspreiding en leefgebied
De soort komt voor in Noord-Amerika waar hij bekendstaat als de Strawberry bud weevil. Omdat de vrouwtjeskever na het leggen van de eieren de stengel onder de bloemknop doorbijt heeft hij als bijnaam Clipper.

## Schadelijkheid
De soort is bekend als plaaginsect in de teelt van aardbei en frambozen, maar gebruikt in mindere mate ook braam (Rubus) en bosbes (Vaccinium) als waardplant.